# Program Management Office
In ingegneria gestionale ed economia aziendale il Program Management Office (PgMO), talvolta denominato come PMO, è, all'interno di un'organizzazione aziendale, un ufficio amministrativo di back office che fornisce supporto operativo e metodologico per la definizione e gestione dei programmi aziendali (il programma è un insieme di progetti che hanno un obiettivo comune), gestisce l'integrazione delle risorse e allinea i programmi con gli obiettivi di business.
Il PgMO quindi supporta le funzioni del program management ed è composto da program manager. Nelle aziende con un'organizzazione significativamente articolata risulta evidente la differenza tra il PgMO e il Project Management Office (PMO): il primo supporta la gestione dei progetti schedulandoli e gestendoli a livello di programma in modo tale da raggiungere gli obiettivi strategici aziendali, mentre il secondo si occupa di supportare la gestione dei progetti schedulandone e gestendone le attività nel rispetto del programma predefinito.
I PgMO generalmente seguono e promuovono le metodologie standard di project/program management, ad esempio PRINCE2, o le linee guida del Project Management Body of Knowledge (PMBOK).